# Opowieści cyfrowe
Cyfrowe opowieści lub cyfrowe opowiadania – sposób tworzenia spójnej cyfrowej opowieści z wykorzystaniem narzędzi, które oferuje internet i media cyfrowe. Odbywa się to za pomocą nowoczesnych technologii pozwalających na swobodne manipulowanie zarówno obrazem, jak i dźwiękiem. W uproszczeniu termin ten można opisać, jako złączone w jedną całość fotografie, wideo, animacje, dźwięk, muzyka, tekst, głos narracji, którą po ukończeniu można określić mianem filmu multimedialnego.

## Rozwój
Pojęcie cyfrowych opowieści jest bardzo szerokie i używane przez wielu artystów i producentów. W ten sposób chcą oni połączyć to czym się zajmują z tradycją opowieści ustnych, skupiając uwagę na emocjonalnej lub prowokacyjnej wręcz treści. Jeden z pierwszych modeli cyfrowych opowieści wykorzystany został w The Civil War Kena Burnsa. Autor na podstawie zdjęć i bardzo emocjonalnych wspomnień z wojny secesyjnej stworzył w 1990 roku film dokumentalny. W kolejnych opowieściach wkraczał w inne dziedziny życia kulturalnego. Cyfrowe opowiadania zostały włączone do publicznego nadawania przez BBC, w projekcie „Wales”, który polegał na tym, że opowieści tworzone były na podstawie relacji zwykłych ludzi. Projekt ten przyczynił się do popularyzacji tej formy przekazu i powstania podobnych projektów w innych krajach.

## Korzyści
Przygotowywanie multimedialnej formy opowiadania pozwala na stworzenie ciekawej przestrzeni edukacyjnej. Jej zastosowanie pozwala na wzrost medialnych kompetencji, np. tworzenie narracji z wykorzystaniem różnych mediów, łączenie elementów medialnych w spójną całość, obróbka zdjęć, wideo, nagrań dźwiękowych, dodawanie napisów. Twórcy cyfrowych opowieści doskonalą się w zakresie obsługi oprogramowania do tworzenia medialnych produkcji i przygotowania merytorycznej zawartości.
Poza umiejętnościami technicznymi i poszerzaniem wiadomości o własnym otoczeniu, twórcy cyfrowych opowieści mogą rozwijać wiedzę z dziedziny, w ramach której tworzą swoją opowieść. W zależności od tematu przygotowywanej narracji, może to być np. historia danego okresu, metody nauki, znajomość języka bądź literatury. Tworzenie cyfrowych opowieści rozwija umiejętności korzystania z mediów, uczy krytycznego myślenia, pokazuje jak pochwycić uwagę odbiorcy, co stanowi ważną umiejętność np. w branży reklamowej.
Zdecydowana większość tego typu opowiadań ma charakter indywidualny. Zdarzają się jednak produkcje grupowe. Dodatkową zaletą opowiadań zbiorowych jest rozwój umiejętności pracy w grupie. Opowiadania wielu twórców mogą być również bardziej skomplikowane i wielowątkowe, co dodatkowo wymaga od autorów określenia zasad współpracy i stworzenia odpowiedniego planu działania.
Wraz z pojawieniem się nowych urządzeń multimedialnych (takich jak np. komputery, aparaty cyfrowe, nagrywarki) i oprogramowania, nastąpił przełom w tworzeniu cyfrowych opowieści. Ich upowszechnienie spowodowało, że liczba ludzi mogących dzielić się swoimi opowieściami w internecie znacznie wzrosła. dużą rolę odgrywają w tym ogólnodostępne programy do ich tworzenia np. iMove, Movie Maker i różnego rodzaju darmowe aplikacje w sieci, które wpływają na prostotę tworzenia digital storytelling.